# Parasetomima ornata
Parasetomima ornata är en tvåvingeart som beskrevs av Freddy Bravo 2004. Parasetomima ornata ingår i släktet Parasetomima och familjen fjärilsmyggor. Inga underarter finns listade i Catalogue of Life.